# Часта Дубрава (Липецька область)
Часта Дубрава (рос. Частая Дубрава) — село у Липецькому районі Липецької області Російської Федерації.
Населення становить 2033 особи. Належить до муніципального утворення Частодубравська сільрада.

## Історія
З 13 червня 1934 до 1954 року у складі Воронезької області. Відтак входить до складу Липецької області.
Згідно із законом від 2 липня 2004 року № 114-оз органом місцевого самоврядування є Частодубравська сільрада.

## Населення
| 2010 | 2012  |
| ---- | ----- |
| 1821 | ↗2033 |

## Люди
В селі народився Присєкін Микола Сергійович (1928—2008) — російський живописець.